# China Zorrilla
China Zorrilla, all'anagrafe Concepción Matilde Zorrilla de San Martín Muñoz (Montevideo, 14 marzo 1922 – Montevideo, 17 settembre 2014), è stata un'attrice uruguaiana, che, a partire dall'inizio degli anni settanta, trascorse gran parte della propria vita - anche professionale - in Argentina.
Tra gli anni cinquanta e sessanta, fu tra le protagoniste della commedia uruguaiana, mentre, a partire dall'inizio degli anni settanta, lavorò soprattutto nel cinema e nella televisione, dove apparve in oltre una cinquantina di produzioni.
Tra i suoi ruoli cinematografici più noti, figurano quelli nei film Darse cuenta (1984), Esperando la carroza (1985), Conversaciones con mamá (2004), Elsa y Fred (2005), ecc.
A teatro, fu spesso diretta da Margarita Xirgu.

## Biografia

### Problemi di salute e morte
Nel 2008, China Zorilla iniziò a soffrire di problemi respiratori.
Nel 2012, decise così di lasciare Buenos Aires e far ritorno a Montevideo per stare vicina ai propri parenti.
Morì a causa di un'infezione polmonare acuta il 17 settembre 2014 presso la clinica Asociación Española di Montevideo, dopo tre giorni di degenza.
Il giorno dopo la sua morte, fu aperta una camera ardente presso il Teatro Solís.

## Filmografia parziale

### Cinema
- Un guapo del 900 (1971)
- Las venganzas de Beto Sánchez (1973)
- Los gauchos judíos (1975)
- Darse cuenta (1984)
- Contar hasta diez (1985)
- Esperando la carroza (1985)
- Voglia di libertà (1986)
- Nunca estuve en Viena (1989)
- Il puledro (1989)
- Cuatro caras para Victoria (1992)
- Lola Mora (1996)
- Besos en la frente (1996)
- Conversaciones con mamá (2004)
- Elsa y Fred (2005)
- Tocar el cielo (2007)
- Sangre del Pacífico (2008)
- Mercedes - cortometraggio (2010)

### Televisione
- El tobogán - film TV (1971)
- Pobre diabla - serie TV (1973)
- Mi hombre sin noche - serie TV (1974)
- Chau, amor mío - serie TV (1979)
- El solitario - miniserie TV (1980)
- Leandro Leiva, un soñador - serie TV (1995)
- Ricos y famosos - telenovela (1997)
- R.R.D.T. - serie TV (1997)
- Gasoleros - telenovela (1998-1999)
- 099 central - serie TV, 1 episodio (2002)
- Mañana será otro día - serie TV (2002)
- Son amores - serie TV (2003)
- Piel naranja años después - serie TV (2004)
- Los Roldán - telenovela (2004-2005)
- Vidas robadas - telenovela (2008)

## Premi e riconoscimenti

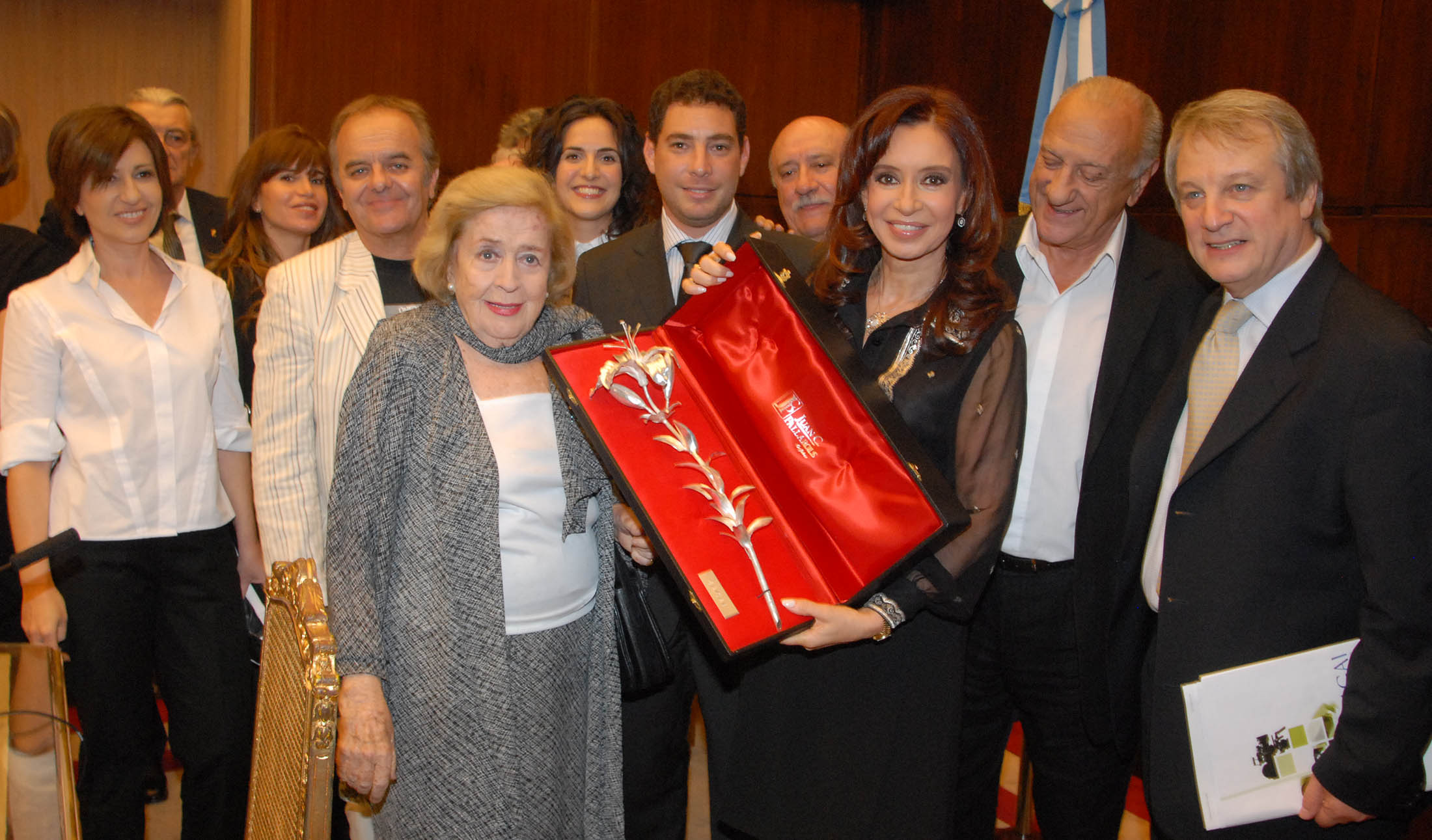
China Zorrilla con la presidentessa argentina Cristina Fernández nel 2008

- 1984: Premio come miglior attrice al Festival del Cinema de La Havana per Darse cuenta[5]
- 1985: Condor d'argento come miglior attrice non protagonista agli Argentinean Film Critics Association Awards per Darse cuenta[5]
- 2004: Condor alla carriera agli Argentinean Film Critics Association Awards per Darse cuenta[5]
- 2004: Premio come miglior attrice al Festival del Cinema di Mosca per Conversaciones con mamá[5]
- 2005: Premio Clarín come miglior attrice per Elsa y Fred[5]
- 2005: Premio Martín Fierro come miglior guest-star per la sua apparizione nel serial Los Roldán[5]
- 2006: Condor d'argento come miglior attrice protagonista agli Argentinean Film Critics Association Awards per Elsa y Fred[5]
- 2009: Premio ACE come miglior attrice per Elsa y Fred[5]

## Onorificenze (lista parziale)
- 2008[6]: